# Міхал Жевлаков
Міхал Жевлаков (пол. Michał Żewłakow, нар. 22 квітня 1976, Варшава) — колишній польський футболіст, що грав на позиції захисника. Рекордсмен збірної за кількістю проведених за неї матчів (102 гри). Брат-близнюк Марцина Жевлакова, який також був футболістом, але грав на позиції нападника. Брати разом виступали за «Полонію», «Беверен» та «Мускрон», а також збірну Польщі на чемпіонаті світу 2002 року.

## Клубна кар'єра
Народився 22 квітня 1976 року в Варшаві. Вихованець футбольної школи клубу «Полонія». Дорослу футбольну кар'єру розпочав 1993 року в основній команді того ж клубу, в якій виступав до 1998 року з невеликою перервою на оренду в «Гутнік».
Влітку 1998 року перебрався в Бельгію, де виступав за «Беверен», «Мускрон» та «Андерлехт». Виступаючи за останній з них Міхал двічі виборював титул чемпіона Бельгії.

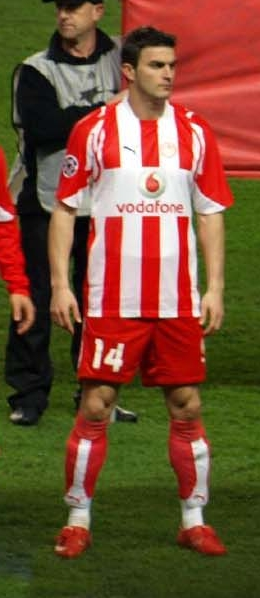
Міхал Жевлаков під час виступів за «Олімпіакос». 5 березня 2008

Своєю грою за останню команду привернув увагу представників тренерського штабу «Олімпіакоса», до складу якого приєднався влітку2006 року. Відіграв за клуб з Пірея наступні чотири сезони своєї ігрової кар'єри. Більшість часу, проведеного у складі «Олімпіакоса», був основним гравцем захисту команди. За цей час додав до переліку своїх трофеїв три титули чемпіона Греції, двічі ставав володарем Кубка Греції і ще одного разу — Суперкубка Греції.
Протягом сезону 2010–2011 років захищав кольори турецького «Анкарагюджю».
Завершив професійну ігрову кар'єру у «Легії», за яку виступав протягом 2011–2013 років та виграв з командою за цей час два Кубка Польщі та один Чемпіонат.

## Виступи за збірну
19 червня 1999 року дебютував в офіційних матчах у складі національної збірної Польщі в товариській грі зі збірною Нової Зеландії. 
У складі збірної був учасником чемпіонату світу 2002 року в Японії і Південній Кореї, чемпіонату світу 2006 року у Німеччині та чемпіонату Європи 2008 року в Австрії та Швейцарії.
12 жовтня 2010 року в товариському матчі проти збірної Еквадору зіграв свою 101 гру в національній команді, завдяки чому побив рекорд Гжегожа Лято по кількості матчів за збірну і став її новим рекордсменом.
Протягом кар'єри у національній команді, яка тривала 13 років, провів у формі головної команди країни 102 матчі, забивши 3 голи.

## Титули і досягнення

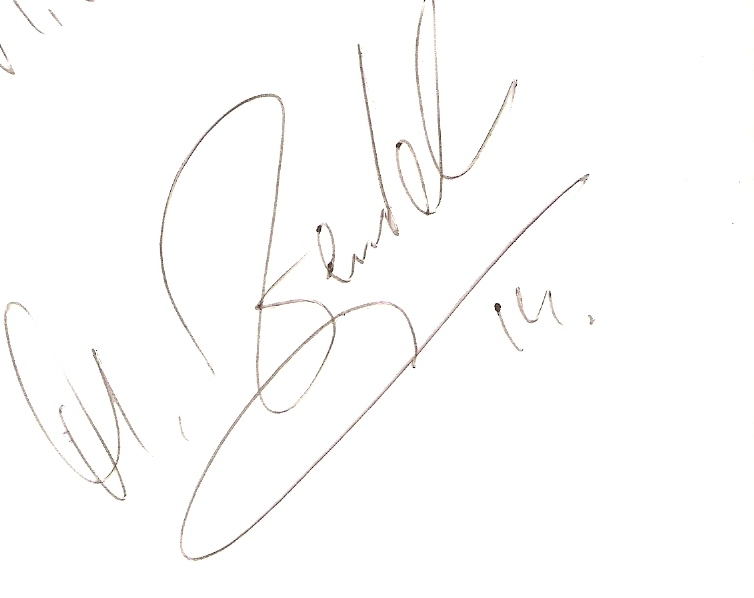
Підпис Міхала Жевлакова

- Чемпіон Бельгії (2):

«Андерлехт»: 2003-04, 2005-06
- Чемпіон Греції (3):

«Олімпіакос»: 2006-07, 2007-08, 2008-09
- Володар Кубка Греції (2):

«Олімпіакос»: 2007–08, 2008–09
- Володар Суперкубка Греції (1):

«Олімпіакос»: 2007
- Володар Кубка Польщі (2):

«Легія»: 2011-12, 2012-13
- Чемпіон Польщі (1):

«Легія»: 2012-13